# Volvo 8900
Volvo 8900 — серия коммерческих автобусов большой вместимости производства Volvo Bussar, серийно выпускаемых с 2010 года.

## История
Первый прототип появился весной 2010 года. В июле того же года Volvo официально анонсировала новую модель 8900. Передняя часть была такой же, как у 8500, но остальная часть автобуса была обновлена.
Поскольку шасси Volvo B12B/B12BLE было снято с производства в 2012 году, а B8R/B8RLE всё ещё не было готово, производителю Volvo пришлось придумать решение для трёхосных версий. Потому что в то время B12B/B12BLE было единственным трёхосным шасси, предлагаемым для городских и междугородних автобусов. Таким образом, с появлением 8900/8900LE Volvo теперь предлагает B7RLE 6x2, B9RLE 6x2 и B9R 6x2. Оно также предлагалось на стандартных двухосных B7RLE, B7R и B9R. Летом 2013 года первые B8R и B8RLE начали появляться в небольших количествах, а с 2014 года в соответствии с требованиями Евро-6 шасси B7 и B9 были сняты с производства.
С двумя заводами, производящими одни и те же модели, Volvo сбалансировала производство, построив только B7R/B7RLE в Польше, в то время как B9R/B9RLE и несколько B7R/B7RLE были построены в Швеции. Это было также практично, поскольку большая часть рынка более крупных двигателей приходилась на Скандинавию. Однако Volvo решила закрыть завод Säffle к лету 2013 года, и теперь всё производство модели осуществляется в Польше.
Как и во многих моделях автобусов с низким входом, 8900LE имеет сиденья в нижней части автобуса, установленные на подиумах, чтобы немного приподняться над полом, оставляя только проход и зону для инвалидных колясок на уровне входа. В конце 2011 года Volvo объявила, что они также поставят 8900LE без этих подиумов для клиентов, которые хотели этого. Поскольку сиденья были ниже, также необходимо было опустить линию окон, чтобы люди могли видеть, что происходит снаружи. С конца 2014 года линия опущенного окна является стандартной для всех новых 8900LE.